# کلمر (مجارستان)
کِلِمِر (به مجاری:  Kelemér) یک منطقهٔ مسکونی در مجارستان است که در بورشود-آبااوی-زمپلن واقع شده‌است.